# Берково (Владимирская область)
Берково — деревня в Камешковском районе Владимирской области России, входит в состав муниципального образования Второвское.

## География
Деревня расположена близ автодороги 17Н-3 Хохлово – Камешково – Ручей, на юго-западе примыкает к райцентру городу Камешково.

## История
В конце XIX — начале XX века деревня входила в состав Эдемской волости Ковровского уезда. В 1859 году в деревне числилось 38 дворов, в 1905 году — 53 дворов, в 1926 году — 41 дворов. 
С 1929 года деревня являлась центром Берковского сельсовета Ковровского района, с 1940 года — в составе Волковойновского сельсовета Камешковского района, с 1954 года — в составе Горкинского сельсовета, с 1959 года —— в составе Тереховицкого сельсовета, с 1977 года — в составе Волковойновского сельсовета, с 2005 года — в составе муниципального образования Второвское.

## Население
| 1859 | 1905 | 1926 |
| ---- | ---- | ---- |
| 237  | 446  | 255  |

| 1859 | 1905 | 1926 | 2002 | 2010 | 2021 |
| ---- | ---- | ---- | ---- | ---- | ---- |
| 237  | ↗446 | ↘255 | ↘178 | ↗187 | ↗248 |